# Éguiner-François Baron
Éguiner-François Baron (en latin Eguinarius Baro Leonensis), né à Kerlouan, dans le Léon, vers 1495, mort à Bourges le 22 juillet 1550, est un jurisconsulte français.
Il fut sans doute l'élève d'André Alciat. Il professa le droit successivement à Angers, à Poitiers, et à Bourges à partir de 1542. Dans cette dernière université, il fut le collègue de François Le Douaren, Breton comme lui, avec lequel il eut une forte rivalité. Il contribua par son enseignement du droit romain, très renommé à l'époque, à faire de l'Université de Bourges le grand foyer de l'humanisme juridique. C'est de ses mains que François Baudouin reçut le bonnet de docteur en droit le 13 mai 1549. Il fut inhumé en l'église Saint-Hippolyte de Bourges. Jacques Cujas, qui le considérait comme le plus savant homme de sa génération, le surnomma le « Varron français »

## Citation
« Eguinaire Baron, grand et notable enseigneur de loix s'il en fut onc, lisoit en l'Université de Bourges avec une telle majesté, dignité et doctrine que vous l'eussiez jugé proprement un Scevola, tant il estoit sententieux, solide et de grace poisante et faconde gravité ; et l'ay vu avec son compagnon Douarenus, tous deux bretons, avoir tiré des Universitez et Nations, tant de deçà que de delà des monts, tous ceux qui vouloient apprendre le droit en sa netteté et splendeur. Il se courrouçoit asprement contre ceux qui avoient obscurci la beauté des loix par une infinie multitude et amas de commentaires ; et entre autres, un jour que Monsieur L'Hospital, lors conseiller au Parlement de Paris, et depuis Chancelier de France, allant aux grands jours de Rion, le vint escouter et voir si le bruit et reputation qu'il avoit respondoit à la verité et rapport du subjet. Le bonhomme estant dans sa chaire, accoustré d'une robe de taphetas, avec sa barbe grise, longue et epoisse, voyant qu'en son eschole y avoit des auditeurs non accoustumez, commence à plaindre les deffenses que l'Empereur Justinien avoit fait de non escrire et faire commentaires sur le droit civil, disant à ce propos, comme il estoit facetieux et riche en tous ses discours, que si un chien a pissé en quelque lieu que ce soit, il n'y aura mastin, levrier, ne briquet, d'une lieue à la ronde, qui là ne vienne lever la jambe, et pisser comme ses compagnons. Ainsi, si Bartole, Balde ou autre protenotaire du droit, ait en quelque passage, voire tout esloigné et hors bord qu'il soit, traité un point et disputé, toute la tribale et suite des autres docteurs viendront illec compisser l'œuvre et mesme passage, y escrire par conclusions, limitations, notables raisons de douter et decider, ampliations, intellectes repetitions et autres aparats du mestier. (Noël du Fail, Contes d'Eutrapel, § 4) »

## Œuvres
- Pandectarum juris civilis œconomia in adversariis miræ vetustatis apud Pictones inventa, Poitiers, chez Jean et Enguilbert de Marnef, 1535[5].
- Institutionum civilium ab Justiniano Cæsare editarum libri IV, bipartito commentario quam brevissime illustrati ; cujus pars altera Romanum, altera Gallicum jus ad singulos titulos complectitur ; ad illustriss. principem Navarr. reginam, 1546 ; Poitiers, chez Jean et Enguilbert de Marnef, 1555.
- Eguinarii Baronis jurisconsulti Variarum quæstionum publice tractatarum ad Digesta juris civilis I., de jurisdictione ; cui accessit decretum ordinis juris professorum apud Bituriges de ordine, via & ratione interpretandi juris, Lyon, chez Sébastien Gryphe, 1548.
- Methodus ad Obertum Ortensium de beneficiis, in libros quattuor divisa : Tôn prôtôn, I ; De acquirendo beneficio, II ; De abalienando & amittendo vel contra, III ; De judiciis ad beneficia pertinentibus, IV, Lyon, chez Sébastien Gryphe, 1549.
- (la) Ad omnes partes Digestorum seu Pandectarum iuris enucleati manualium libri singulares, Paris, chez Michel de Vascosan, 1562 (lire en ligne)
- De ratione docendi discendique juris civilis, 1552 ; Pise, 1769-71.